# Josep Ros i Ros

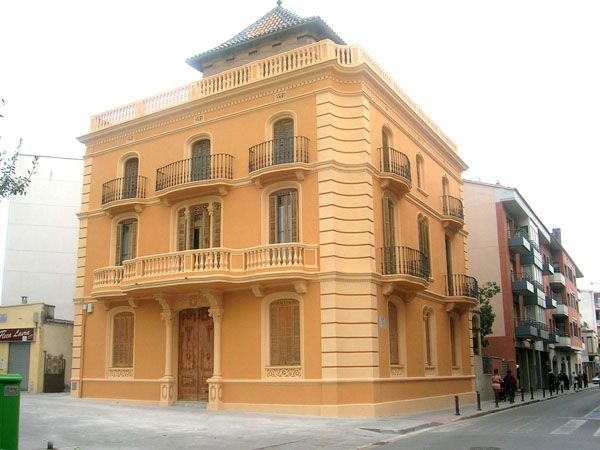
Casa Cal Vador Bruixa, obra de 1923 de Josep Ros (Olesa de Montserrat).

Josep Ros i Ros (Martorell (Barcelona), 1885-ibídem, 1951) fue un arquitecto catalán perteneciente a la que se ha llamado "segunda generación de arquitectos modernistas", titulados entre 1906 y 1911.

## Biografía
Hijo del maestro de obras martorellense Pere Ros i Tort y de la barcelonesa Dolors Ros Maynés, siguió los pasos de su padre, estudiando en la Escuela de Arquitectura de Barcelona, consiguiendo el título de arquitecto en 1911. Durante los primeros años trabajó con su padre. Contrajo matrimonio con Agustina Giralt sin llegar a tener descendencia.
A lo largo de su trayectoria laboral Josep Ros i Ros se convirtió en arquitecto municipal de San Lorenzo de Hortóns (1913-1950), El Papiol (1913-1951), Gélida (1914-1951), Olesa de Montserrat (1917-1951), Martorell (1918-1951), Piera (1920-1951), Corbera de Llobregat ( 1924-1951), Pallejá (1925-1949), San Sadurní de Noya (1932-1944), Torrellas de Llobregat (1932-1951), San Andrés de la Barca (1939-1951) y Castellbisbal (1940-1944), y también trabajó en Tarrasa, Igualada y San Felíu de Llobregat, donde dejó obras importantes.
Murió en Martorell el 19 de marzo de 1951 a la edad de 65 años.

## Trayectoria

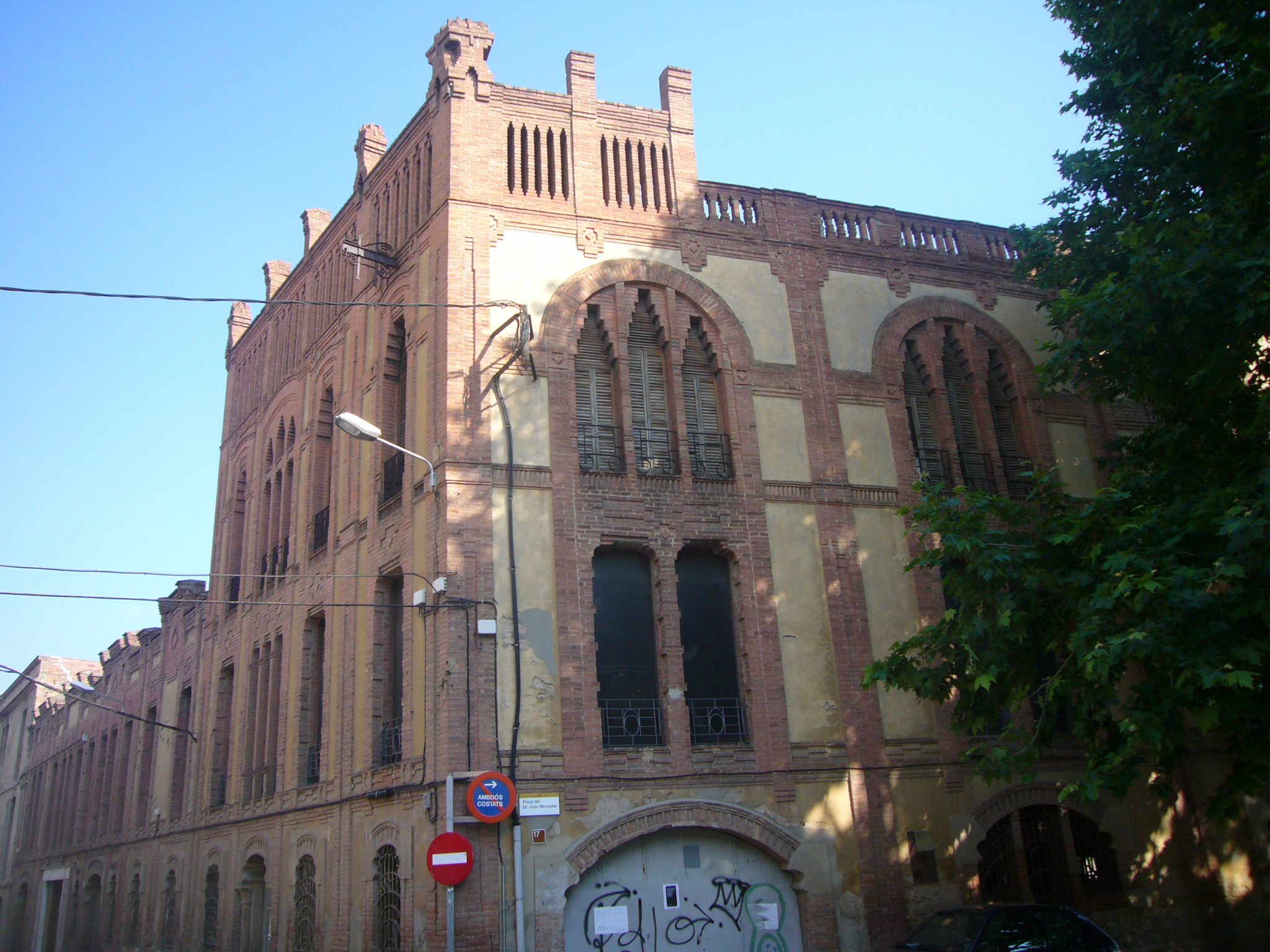
Curtiduría de Cal Sabater, Igualada.

La arquitectura de Josep Ros i Ros, saliendo del eclecticismo inicial de algunas obras, siempre se movió a caballo entre el modernismo y novecentismo. Esta particular combinación de estilos mostrados en la concepción arquitectónica del arquitecto Ros crearon una obra híbrida característica de aquellos que habían bebido de las fuentes del historicismo.
Rompió con la arquitectura tradicional del siglo XIX y, bajo la clara influencia del arquitecto Manuel Raspall, introdujo las nuevas corrientes estéticas en la comarca de Montserrat, si bien tardíamente, y fue progresando hacia la adopción de las líneas clásicas del novecentismo.
En enero de 1912 proyectó la curtiduría de Cal Sabater, en Igualada, edificio industrial situado en la calle del Sol, 24, promovido por Carmen Ferreny i Sabater, proyecto que se amplió en los años 1913 y 1919. Es conocida popularmente como la "catedral de los curtidores".

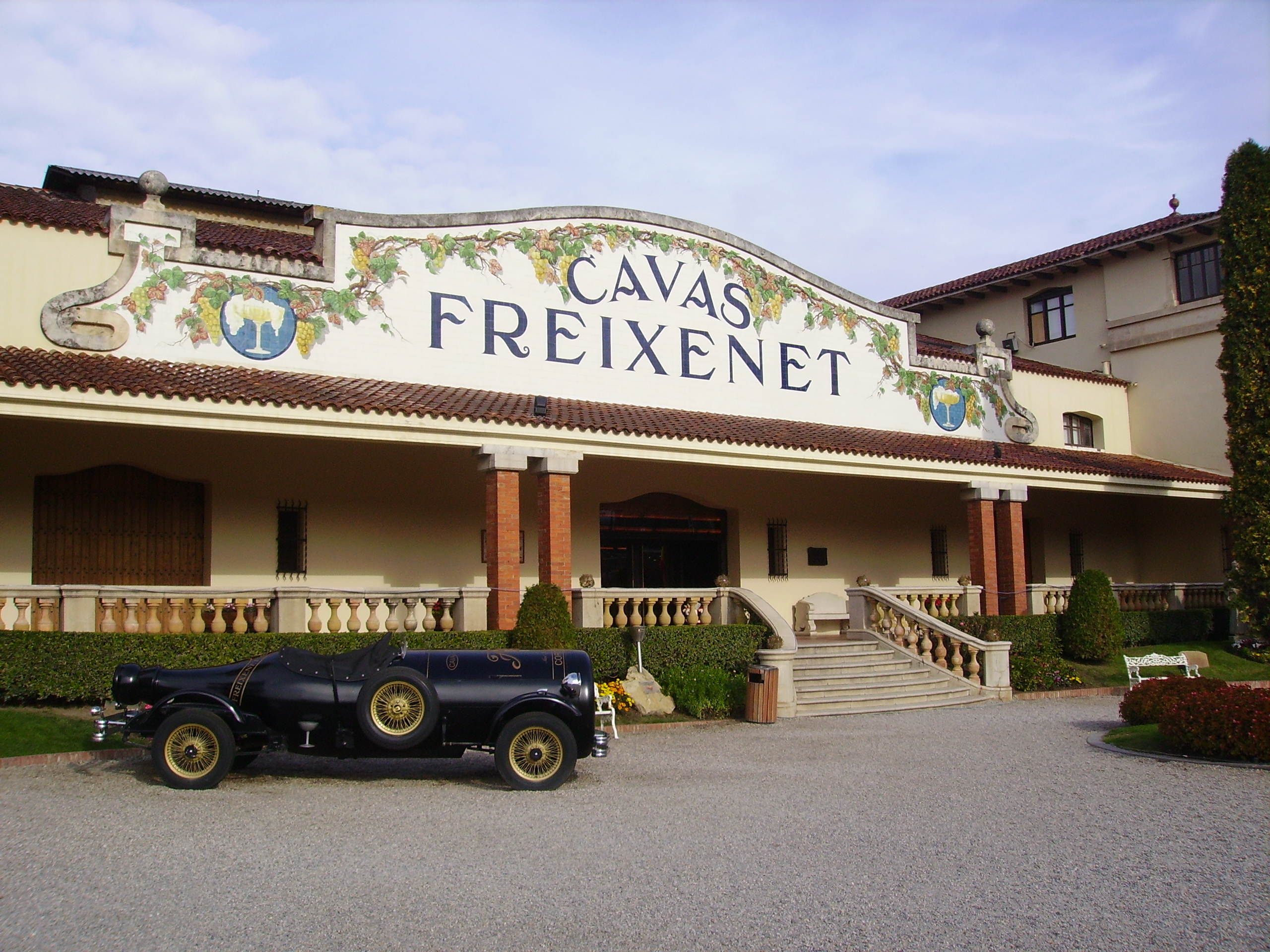
Cavas Freixenet, San Sadurní de Noya.

Las Cavas Freixenet es seguramente la obra más importante del arquitecto Ros. Situadas en San Sadurní de Noya, junto a la estación de ferrocarril, se construyeron en 1927 con el diseño del arquitecto Josep Ros Ros. El edificio de las Cavas Freixenet está formado por cinco naves en las que mostró su particular mezcla de estilos. En 1929 se amplió el conjunto con un nuevo edificio de estilo noucentista con toques modernistas, que actualmente acoge el centro de recepción de visitas. De todo el conjunto cabe destacar también el edificio central que da la bienvenida a los visitantes, que es flanqueado por dos cuerpos que recuerdan a torres medievales. En esta magna puerta encontramos una cornisa ondulante que nos acerca a la lectura vitícola del conjunto arquitectónico, cerrando la decoración de la fachada con motivos vegetales, racimos y hojas de parra hechos de cerámicas vidriadas de colores de claro estilo modernista que pasan a enmarcar el nombre de las mencionadas cavas.
Con el estallido de la guerra civil española el arquitecto Ros ingresó en el Sindicato de Arquitectos de Cataluña y al 28 de agosto de 1936 se afilió a la Unión General de Trabajadores (UGT).
Aparte del importante coste en vidas humanas que produjo la Guerra Civil, cabe destacar el ensañamiento de que fue objeto el estamento religioso y la gran destrucción que sufrieron infinidad de iglesias y conventos. 

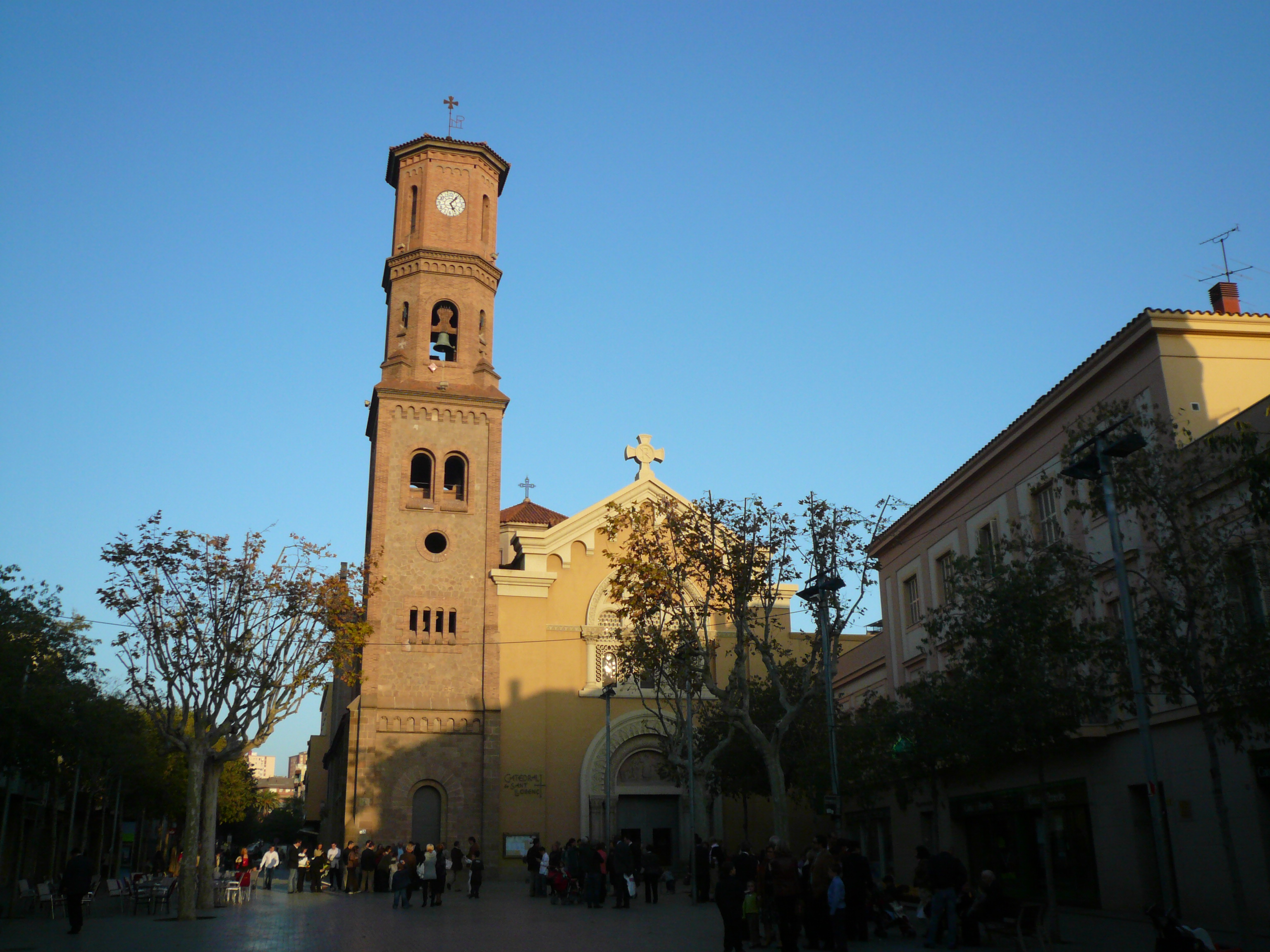
Catedral de San Lorenzo en la plaza de la Villa de San Feliú de Llobregat.

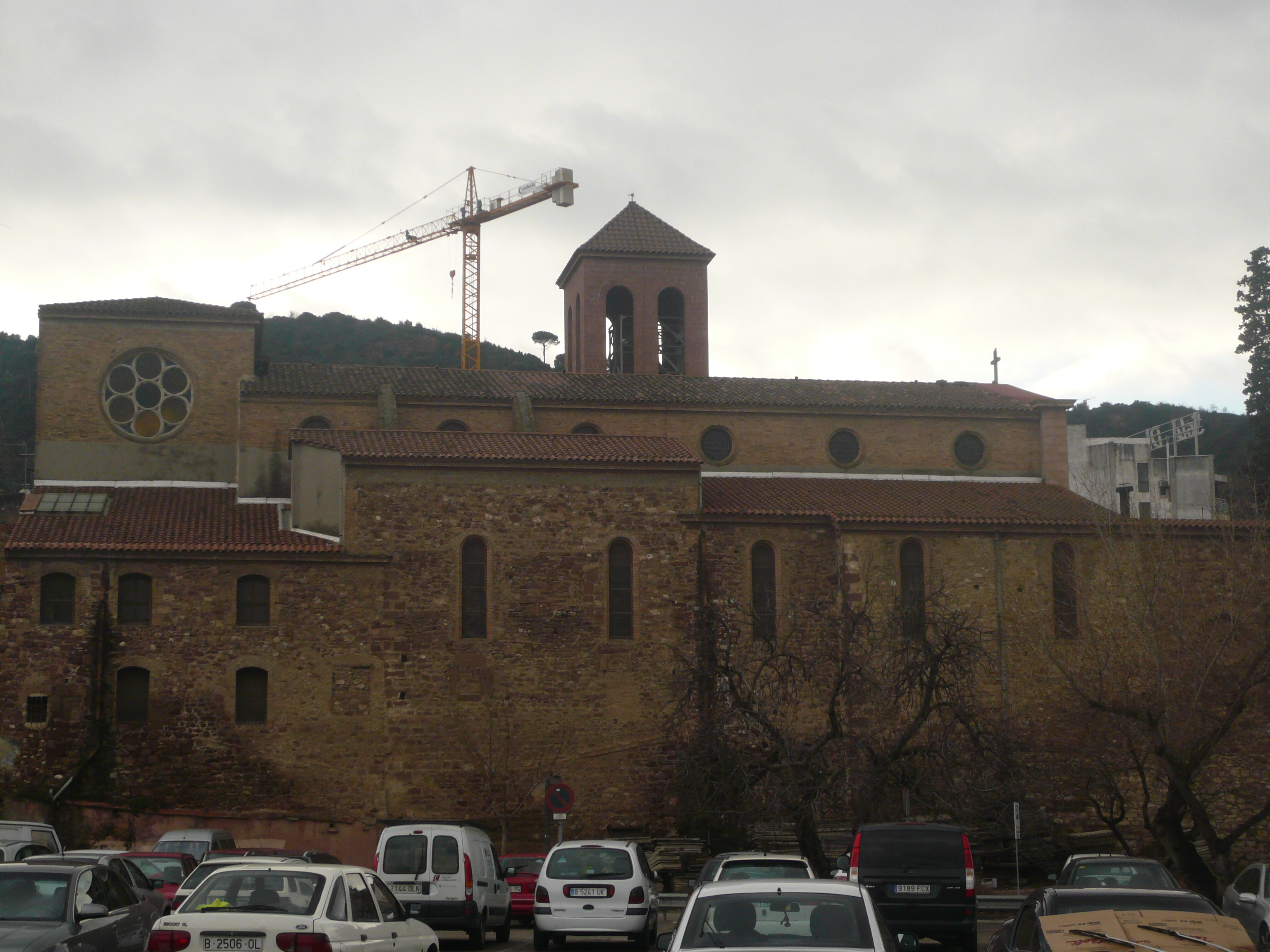
Iglesia arciprestal de Santa María de Martorell.

Con el final de la Guerra Civil se inició una lenta etapa de reconstrucción de la que el arquitecto Ros fue parte activa colaborando en el proyecto de la iglesia arciprestal de Santa María de Martorell y diseñando las iglesias parroquiales de El Papiol y de San Felíu de Llobregat. En este punto hay que hacer mención a que el año 2004, con la creación del Obispado de San Felíu de Llobregat, su iglesia parroquial fue elevada, mediante una bula papal, al rango de catedral .
La iglesia parroquial de San Lorenzo, de San Feliú de Llobregat, comenzó a ser construida en el año 1940 con un regusto historicista, de estilo neomedieval con resonancias bizantinas, y fue consagrada en 1946. Consta de tres naves, con crucero, ábside semicircular con dos absidiolos y cimborrio poligonal sobre el crucero. La decoración es obra de Francesc Labarta. De la fachada se destaca sobre todo el portal con arco de medio punto decorado con arquivoltas y tímpano esculpidos, y el gran ventanal triforio, con celosías y arcos de medio punto sobre columnas.
Las poblaciones donde su obra dejó más huella son Martorell y Olesa de Montserrat.
Su obra en Martorell es una muestra del amplio abanico de su producción, diseñando el cementerio municipal, escultura funeraria (sepulcro de la familia Bové), almacenes, como el almacén de vinos Cal Baviera, casas, como la casa Serra y las casas Parellada, el Sindicato Vitícola Comarcal, el café y  teatro El Progrés, y también colaboró en el proyecto de la iglesia arciprestal de Santa María de Martorell junto con el arquitecto Francesc Folguera. Quizá la obra más emblemática del arquitecto en Martorell es la casa conocida como la Torre Ros, situada al pie de la Serra de les Torretes.
En la villa de Olesa de Montserrat Ros diseñó el proyecto de ensanche de la villa hacia el sureste, buscando la orilla del río Llobregat, cuna del reconocido textil olesano. Dentro de este ensanche Ros construyó varias casas, entre las que cabe destacar la torre de Cal Vador Bruixa. Hay que mencionar también el edificio del Hospital Nuestra Señora de Montserrat y el Teatro Olesa, conocido popularmente como "Los Salistas". Es en esta población donde Josep Ros i Ros tiene dedicada una calle llamada "Arquitecto Ros".
De entre los numerosos edificios que construyó también cabe destacar la casa Jacint Bosch (Tarrasa), la casa Ros Estrada (San Andrés de la Barca), y la Casa Antoni Ramonet (San Juan Despí),